# Tennis under sommer-OL 2012
Tennis under Sommer-OL 2012 blev afviklet i Wimbledon fra 28. juli til 5. august. Konkurrencen havde deltagelse af 172 spillere, fordelt på 64 spillere i herre- og damesingle, samt 32 par i herre og damedouble og 16 par i mixed double. Begge spillere i et doublepar skulle komme fra samme land. Hvert land måtte stille med maksimalt seks spillere – seks mænd og seks kvinder på tværs af alle discipliner. Heraf fire i single og to hold i double.

## Kvalifikation
I single var top 56 på verdensrangslisten pr. 11. juni 2012 direkte kvalificeret, omend hver nation højest måtte have fire spillere med. I herre- og damedouble er det top 24 og i mixed double er det top 12.

## Turneringsformat
Tennisturnering var en knockoutturnering over seks runder i single, fem runder i herre- og damedouble og fire runder i mixed doble. Der varseksten seedede spillere i single, otte par i herre- og damedouble samt fire par i mixed double.

## Den olympiske turnering

### Herresingle
- Tennis under sommer-OL 2012 (herresingle)

### Damesingle
- Tennis under sommer-OL 2012 (damesingle)

### Herredouble
- Tennis under sommer-OL 2012 (herredouble)

### Damedouble
- Tennis under sommer-OL 2012 (damedouble)

### Mixed double
- Tennis under sommer-OL 2012 (mixed double)